# Ale mądrale!
Ale mądrale! – talk-show emitowany od 30 marca do 1 czerwca 2013 w TVP1.
Twórcą, autorem scenariusza i reżyserem programu był Leszek Kumański. Oprawę muzyczną wykonał Tomasz Joseph Bracichowicz. Program prowadziła Katarzyna Pakosińska. Jego głównymi bohaterami były dzieci w wieku 5–9 lat, które wypowiadały się na rozmaite, często bardzo trudne tematy. Wypowiedziom przysłuchiwali się specjalnie zaproszeni goście. Po zakończeniu tematu następował występ kabaretu Nowaki, który nawiązywał do tego, co zostało omówione w danym temacie. Program zdjęto z anteny po 10 odcinkach z powodu niskiej oglądalności.

## Spis odcinków
| Numer | Goście specjalni                                                                                        |
| ----- | --- |
| 1     | Szymon Majewski, Maryla Rodowicz i Katarzyna Jasińska, Marcin Prokop                                    |
| 2     | Jerzy Kryszak, Cezary Żak i Katarzyna Żak, Krzysztof Skiba                                              |
| 3     | Wojciech Cejrowski, Tomasz Sekielski, doktor Marek Szczyt                                               |
| 4     | Artur Andrus, Radosław Majdan, Radosław Liszewski                                                       |
| 5     | Bilguun Ariunbaatar, Tomasz Kammel, Maria Czubaszek                                                     |
| 6     | Adam Małczyk i Michał Pałubski, Paweł Królikowski i Antoni Królikowski, Mariusz Kałamaga i Paweł Pindur |
| 7     | Piotr Kraśko, Edyta Golec i Łukasz Golec, Paulina Chylewska i Jakub Kuroń                               |
| 8     | Mariusz Pudzianowski, Patrycja Kazadi, Katarzyna Zielińska                                              |
| 9     | Krzysztof Piasecki, Kazimierz Sowa, Piotr Najsztub                                                      |
| 10    | Maciej i Jurek Kurzajewscy, Maciej Król i Paweł Król                                                    |